# Ватт (король Суссекса)
Ватт (англ. Watt, лат. Wattus; умер после 700) — король Суссекса примерно в 692—700 годах. Возможно, управлял или в Восточном Суссексе, или в области вокруг Гастингса.

## Биография
История королевства Суссекс известна очень плохо. Примерно в 686 году оно было завоёвано королём Уэссекса Кэдваллой, после чего на несколько лет оказалось под управлением западных саксов, но и после его смерти правители Суссекса, вероятно, назначались королём Уэссекса. В 692 году в качестве короля Суссекса упоминается некий Нотхельм (Нунна), родственник короля Уэссекса Ине. При этом две его хартии, датированные 692 и 700 годами, были завизированы королём по имени Ватт. 
С. Келли полагает, что Ватт был либо соправителем Нотхельма (причём главное положение в таком случае занимал Нотхельм), либо Суссекс в этот период был разделён на несколько частей. В последнем случае, Нотхельм, скорее всего, управлял западной частью Суссекса (с землями вокруг Селси и Чичестера), в Ватт — восточной частью. 
Существует гипотеза, по которой Ватт был правителем в области вокруг Гастингса, которая предположительно была заселена народом под названием «Хестингас» (др.-англ. Haestingas. Возможно, что они были колонистами из Кента. Однако доказательств этого не существует.
Известна ещё одна хартия с именем Ватта, ошибочно датированная 775 годом, которая, возможно, является поддельной. В ней он назван «U[uattus rex]». Поскольку в ней упоминается епископ Эдберт
Последнее раз Ватт упоминается в хартии, изданной примерно 700 годом. Хартию Нотхельма, датированной 714 годом, завизировал уже другой король — Этельстан, который, возможно, наследовал Ватту.